# 康斯坦丁·彼得罗维奇·费奥克蒂斯托夫
康斯坦丁·彼得罗维奇·费奥克蒂斯托夫（俄語：Константи́н Петро́вич Феокти́стов，1926年2月7日—2009年11月21日），是苏联的宇航员，1964年与弗拉基米尔·米哈伊洛维奇·科马罗夫、鲍里斯·鲍里索维奇·叶戈罗夫一起乘坐日出1号进行太空探索。